# باولو فيراري (لاعب كرة قدم)
باولو فيراري (بالإسبانية: Paulo Ferrari)‏ (4 يناير 1982 بروساريو في الأرجنتين - ) هو لاعب كرة قدم أرجنتيني في مركزي الظهير والدفاع. لعب مع روزاريو سنترال وريفر بليت.

## وصلات خارجية
- باولو فيراري على موقع قاعدة بيانات كرة القدم.إي يو (الإنجليزية)
- باولو فيراري على موقع Soccerway.com (الإنجليزية)